# Леонард Блаватнік
Леонард «Лен» Блаватнік, Леонід Валентинович Блаватнік (англ. Leonard «Len» Blavatnik; нар. 14 червня 1957, Одеса, Українська РСР) — американо—британський підприємець і магнат українсько-єврейського походження. У віці 21 років у 1978 році емігрував з Радянського Союзу до Сполучених Штатів Америки. Живе у Нью-Йорку та Лондоні.

## Біографія
Блаватнік народився в Одесі в єврейській родині.
Почав навчання у Державному університеті транспорту Москви, але не закінчив через еміграцію. Після прибуття у США закінчив Колумбійський університет зі ступенем бакалавра мистецтв (BA) та бакалавра наук (B.Sc.). У 1989 році Блаватнік закінчив Гарвардську школу бізнесу зі ступенем магістра ділового адміністрування (MBA).
У 1986 році заснував свою холдингову компанію Access Industries. Зі своїм другом Віктором Вексельбергом вони заснували холдинг Access-Renova у 1991 році.
У 90-х роках Вексельберг і Блаватнік брали участь в управлінні російською алюмінієвою промисловостю. У 1996 році вони утворили із Сибірсько-Уральської алюмінієвої компанії (СУАЛ), яка була об'єднана з РУСАЛом і Glencore, найбільшу алюмінієву компанію РУСАЛ у лютому 2007 року.
У серпні 2005 року Access Industries брала участь у хімічній компанії Basell. У травні 2008 року було викуплено 18,94 відсотків у Air Berlin. Ці акції були продані ще раз в січні 2009 року.
У травні 2011 року Access Industries придбала Warner Music Group за 3,3 мільярда доларів США.

## Статки
З активами 11,9 млрд доларів у березні 2012 року Блаватнік займав № 72 у списку «мільярдерів світу» за рейтингом журналу Forbes.
У 2015 був названий найбагатшою людиною Великої Британії згідно з Sunday Times Rich List із £13.17 млрд.
У 2019-му з активом у 17,7 млрд доларів посів №59 у списку «мільярдерів світу» за рейтингом журналу Forbes.

## Нагороди
У 2017 році отримав титул лицаря від королеви Єлизавети II  за заслуги в філантропії.